# Zhangdian
Der Stadtbezirk Zhangdian (chinesisch 张店区, Pinyin Zhāngdiàn Qū) ist ein Stadtbezirk in der chinesischen Provinz Shandong. Er gehört zum Verwaltungsgebiet der bezirksfreien Stadt Zibo. Zhangdian hat eine Fläche von 360 km² und zählt 929.242 Einwohner (Stand: Zensus 2010). Er ist Zentrum und Sitz der Stadtregierung von Zibo.

## Administrative Gliederung
Auf Gemeindeebene setzt sich der Stadtbezirk aus acht Straßenvierteln und acht Großgemeinden zusammen. 